# 国際大山空手道連盟
国際大山空手道連盟（こくさいおおやまからてどうれんめい, The World Oyama Karate Organization）は、フルコンタクト系の空手団体。通称は、ワールド大山空手、USA大山空手。1984年（昭和59年）設立。

## 概説
大山茂、大山泰彦、三浦美幸によって設立（のちに三浦は脱退、独立する）。
アメリカ・ニューヨークとアラバマ州に本部道場を置き、日本・カナダ・ジョージア・ギリシャ・メキシコ・ロシア・サウジアラビア・トリニダード・トバゴに支部をおく。
道場の稽古（練習）では、通常のフルコンタクト空手以外に、武器術（棒、トンファー、ヌンチャク、サイ）とグローブ空手の練習も行う。
大会用のフルコンタクト空手ルールは、いわゆる極真ルールに片手による1秒以内の掴み・引っ掛けと崩し技（倒し技）が認められている。尚、関節技・絞め技・寝技は反則である。

## 役員
- 総主及び連盟顧問：大山茂（故人）
- 創士及び連盟最高師範：大山泰彦

## 逸話
1991年（平成3年）6月4日に「USA大山空手vs正道空手5対5マッチ」の対抗戦を行い、国際大山空手道連盟からはウィリー・ウィリアムス、チャック・チズム、ギャリー・クルゼビッツらが出場。一回り以上も若い佐竹雅昭、柳澤聡行、角田信朗らと対戦し、往年の力を見せた。